# Austin A55 Cambridge
La A55 Cambridge è un'autovettura prodotta, in due serie, dalla British Motor Corporation tra il 1957 ed il 1961 e commercializzata col marchio Austin. È stata commercializzata anche con il nome  Wolseley 15/60.

## Prima serie
La prima serie della A55 Cambridge, introdotta nel 1957, non era altro che un restyling della precedente A50 Cambridge. Le modifiche estetiche interessarono la parte posteriore (ridisegnata),  la vetratura (ampliata) e, in misura minore, alcuni particolari del frontale (mascherina, fregi). Rispetto all'antenata possedeva delle ruote più piccole (330 mm) che abbassavano la vettura. Però la rapportatura generale rimase la stessa perché fu cambiata la riduzione finale.
Non c'erano particolari novità, invece, per la meccanica, assai tradizionale: motore anteriore longitudinale con albero a camme laterale e distribuzione ad aste e bilancieri, trazione posteriore, trasmissione manuale a 4 rapporti (in opzione c'era anche un cambio automatico Borg-Warmer a 3 rapporti), freni a tamburo su tutte le ruote, avantreno a ruote indipendenti e retrotreno ad assale rigido.
Anche la cilindrata (1489cm³) e la potenza (51cv) rimanevano quella delle ultime A50.
La produzione terminò nel 1959, quando venne introdotta la seconda serie.

## La seconda serie

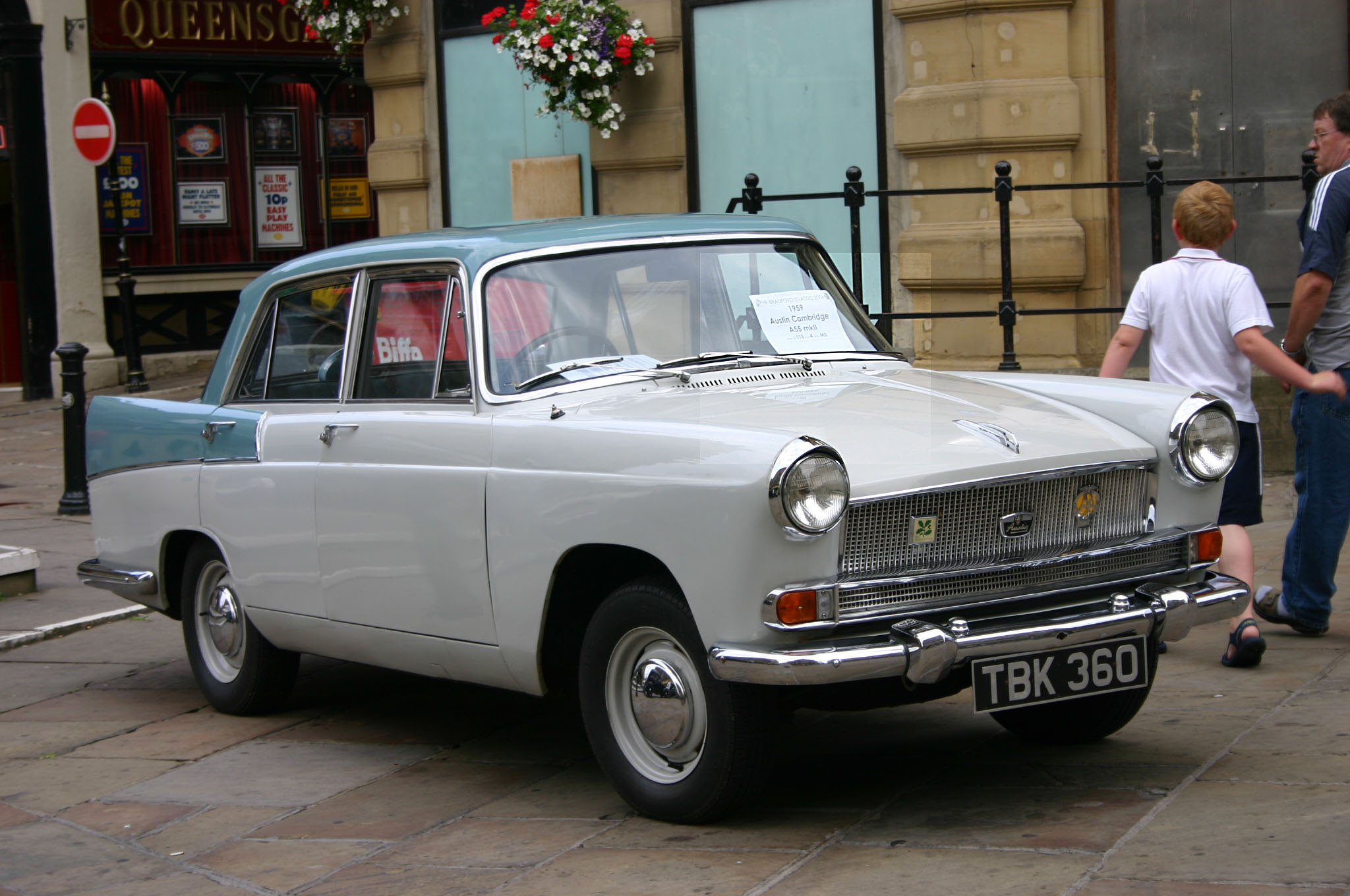
Cambridge A55 seconda serie

Nel 1959 venne lanciata la A55 Cambridge MK2, dotata di una carrozzeria totalmente nuova disegnata da Pininfarina.
Con questa generazione la media Austin diceva addio alle forme "gibbose" degli anni cinquanta per abbracciare linee tese e pinne posteriori. Rispetto alla serie precedente fu aumentato lo spazio sia per i passeggeri anteriori che per quelli posteriori. Venne anche ingrandito il bagagliaio.
Dal punto di vista tecnico, salvo lo spostamento della leva del cambio tra i due sedili (prima era al volante) e l'adozione di un nuovo carburatore SU (che incrementava la potenza massima a 52cv) non c'erano novità particolari.
Oltre che in versione berlina la A55 Mk2 era disponibile anche con carrozzeria station wagon (denominata Countryman). Entrambe le varianti erano poi disponibili in allestimento standard o De Luxe.
Con poche modifiche la A55 Mk2 venne prodotta anche coi marchi Morris, Riley, Wolseley e MG.

## La produzione
In tutto sono state prodotte, tra prima e seconda serie, 359.325 Austin A55 Cambridge.